# تيد بندي
ثيودور روبرت بندي (بالإنجليزية: Theodore Robert Bundy)(24 نوفمبر 1946 – 24 يناير 1989)، قاتل ومغتصب أمريكي، اشتهر بخطفه وقتله العديد من النساء والفتيات خلال السبعينيات، ويُحتمل أنه ارتكب جرائم قبل ذلك. اعترف قبل إعدامه بفترة قصيرة بارتكاب 30 جريمة قتل في سبع ولايات بين عامي 1974 و1978. ومع ذلك، فإن العدد الحقيقي للضحايا لا يزال غير معروف وقد يكون أعلى بكثير.
عرف بندي بجاذبيته وكاريزميته التي استخدمها للتلاعب بضحاياه من النساء الشابات لكسب ثقتهن. كان يقترب منهن في الأماكن العامة متظاهرًا بالإصابة أو الإعاقة، أو منتحلًا شخصية رجل ذو سلطة، قبل أن يغدر بهن في أماكن نائية. كما كان يعود أحيانًا إلى مسارح الجرائم بعد فترة، ليُجري أفعالًا جنسية مع جثث ضحاياه المتحللة حتى تصبح غير قابلة للتعرف عليها أو تتعرض للتعفن بسبب الحيوانات البرية. قتل بندي ما لا يقل عن 12 من ضحاياه بقطع رؤوسهن، وكان يحتفظ ببعض الرؤوس المقطوعة كتذكارات. في بعض الحالات، ذكر أنه كان يقتحم المنازل ليلاً ويقتل ضحاياه أثناء نومهم.
في عام 1975، ألقي القبض على بندي وسجن في ولاية يوتا بتهم بتهم اختطاف واعتداء مع سبق الإصرار. ثم أصبح مشتبهًا به في سلسلة من جرائم القتل غير المحلولة في عدة ولايات. وعندما وُجهت له تهم القتل في كولورادو، قام بندي بتنظيم هروبين دراماتيكيين، وارتكب اعتداءات إضافية في فلوريدا، بما في ذلك ثلاث جرائم قتل، قبل أن يُعاد القبض عليه في عام 1978. وبسبب جرائم القتل التي ارتكبها في فلوريدا، تم الحكم عليه بالإعدام ثلاث مرات في محاكمتين منفصلتين، وأُعدم في النهاية على الكرسي الكهربائي في سجن ولاية فلوريدا في 24 يناير 1989.
وصفت كاتبة السيرة الذاتية آن رول بندي بأنه "شخص معادي للمجتمع وسادي يستمتع بألم الآخرين وبالسلطة التي يمارسها على ضحاياه، حتى بعد وفاتهم". وقد صرح هو بنفسه مرة بأنه "أكثر ابن عاهرة بارد القلب ستقابله على الإطلاق"، وهو تصريح أيدته المحامية بولي نيلسون، عضو فريق دفاعه الأخير. كتبت نيلسون أن "تيد كان التجسيد الحقيقي للشر المطلق".

## النشأة

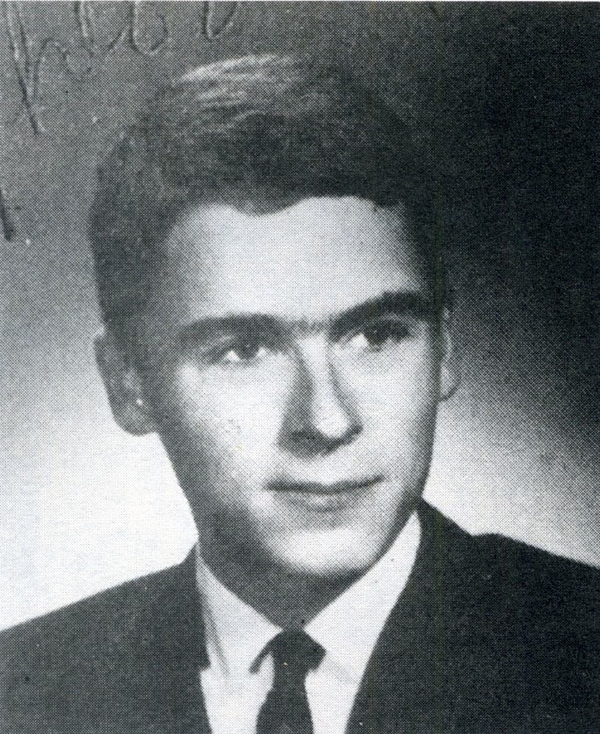
تيد بندي

### مرحلة الطفولة
وُلد تيد بندي باسم ثيودور روبرت كاويل في 24 نوفمبر 1946، لوالدته إلينور لويز كاويل (1924–2012) في دار إليزابيث لوند للأمهات غير المتزوجات في برلينغتون، فيرمونت. لم يتم تأكيد هوية والده البيولوجي أبدًا؛ حيث يبدو أن شهادة ميلاده الأصلية تنسب الأبوة لبائع ومتقاعد من سلاح الجو الأمريكي يُدعى لويد مارشال، رغم أن نسخة من الشهادة قد ذكرت أن والده مجهول. ادعت لويز أنها التقت بجندي سابق يُدعى جاك وورثينغتون، الذي تخلى عنها بعد أن أصبحت حاملًا. تكشف سجلات التعداد السكاني أن عدة رجال يحملون اسم جون وورثينغتون ولويد مارشال عاشوا بالقرب من لويز عندما حملت بندي. بعض أفراد العائلة أعربوا عن شكوكهم بأن بندي قد يكون ثمرة علاقة بين لويز ووالدها سامويل كاويل. ومع ذلك، في فيلم الوثائقي لعام 2020 "Crazy, Not Insane"، ادعت الطبيبة النفسية دوروثي أوتنوف لويس أنها حصلت على عينة من دم بندي وأن اختبار الحمض النووي قد أكد أنه لم يكن نتاجًا لزنا المحارم.
عاش تيد بندي السنوات الثلاث الأولى من حياته في حي روكسبره في فيلادلفيا مع جديه من جهة الأم، سامويل كنيخت كاويل (1898–1983) وإلينور مريم لونغستريت (1895–1971). رباه الزوجان كابنهما لتجنب الوصمة الاجتماعية التي كانت ترافق الولادة خارج إطار الزواج في ذلك الوقت. كان أفراد العائلة والأصدقاء وحتى تيد الشاب يعتقدون أن جديه هما والداه وأن والدته هي شقيقته الكبرى.
اكتشف بندي في وقت لاحق الحقيقة حول عائلته، رغم أن رواياته عن الطريقة التي اكتشف بها ذلك كانت متفاوتة؛ إذ قال لأحد أصدقائه إن أحد أقاربه أراه نسخة من شهادة ميلاده بعد أن وصفه بـ "الابن غير الشرعي"، بينما ذكر في وقت آخر للكتّاب ستيفن ميشاويد وهيو آينسورث أنه هو من عثر على الشهادة بنفسه. ووفقًا لكاتبة السيرة الذاتية والكاتبة في مجال الجرائم الحقيقية آن رول، التي كانت على معرفة شخصية ببندي، فإن الأخير لم يعرف عن والديه الحقيقيين إلا في عام 1969، عندما عثر على سجله الأصلي في فيرمونت. كما أبدى بندي استياء دائمًا تجاه والدته لأنها لم تُخبره عن والده الحقيقي، ولتركه ليكتشف الحقيقة عن أبوه بنفسه.
أظهر بندي سلوكيات مقلقة في سن مبكرة. تذكرت شقيقة والدته الأصغر، جوليانا كاويل، أنها استيقظت من قيلولة لتجد نفسها محاطة بسكاكين المطبخ، وكان ابن شقيقتها البالغ من العمر ثلاث سنوات يقف بجانب السرير مبتسمًا. في بعض المقابلات، تحدث بندي بإيجابية عن جديه وأخبر آن رول أنه "كان يرافق" جده سامويل و"يحترمه" و"يتعلق به" بشكل خاص.
أفاد بندي وأفراد آخرون من العائلة المحاميين في عام 1987 بأن سامويل كان شخصًا ديكتاتوريًا وقاسيًا، يضرب زوجته وكلبه، ويُلقي بالقطط في الحي من ذيولها، وكان يعبر عن آراء عنصرية ومعادية للأجانب. في إحدى المرات، قيل إن سامويل دفع جوليانا أسفل السلالم بسبب تأخرها في الاستيقاظ. كان أحيانًا يتحدث بصوت عالٍ إلى كيانات غير مرئية، وفي إحدى المرات، انفجر غاضبًا بشكل عنيف عندما طرح موضوع والد بندي البيولوجي. كما وصف بندي جدته بأنها امرأة خجولة ومطيعة، كانت تخضع للعلاج بالصدمات الكهربائية بشكل دوري بسبب الاكتئاب، وكانت تخشى مغادرة المنزل حتى آخر أيام حياتها.
تم التشكيك في هذه الأوصاف لجدي بندي في التحقيقات الحديثة. ذكر بعض سكان حي بأن روكسبورو سامويل كان "رجل طيب" وأعربوا عن دهشتهم من التقارير التي وصفته بالعنف. قال أحد أقارب بندي: "وصفه بأنه كان مدمنًا للكحول ومسيئًا للحيوانات كان تصويرًا ملائمًا استخدمه الناس لتبرير سبب كون تيد كما هو. من تجربتي المحدودة معه، لا شيء يمكن أن يكون أبعد عن الحقيقة. بناته أحببنه بشدة ولم يكن لديهن سوى ذكريات جميلة عنه." بالإضافة إلى ذلك، قالت أودري كاويل، شقيقة لويز، إن والدتهما لم تكن قادرة على مغادرة منزلها لأنها أصيبت بسكتة دماغية بسبب زيادة الوزن، ولم تكن تعاني من مرض عقلي.
في عام 1950، غيرت لويز اسمها من كاويل إلى نيلسون، وبناءً على طلب العديد من أفراد العائلة، تركت فيلادلفيا مع بندي للعيش مع أبناء عمومها آلان وجين سكوت في تاكوماتا، واشنطن. في عام 1951، التقت لويز بجوني كولبيبر (1921–2007)، ويعمل طباخ في مستشفى في مناسبة مخصصة للعزاب في كنيسة الميثودية الأولى في تاكوماتا. تزوجا في وقت لاحق من نفس العام، وتبنى جوني بندي بشكل رسمي. أنجب جوني ولويز أربعة أطفال معًا، ورغم محاولة جوني إشراك ابنه المتبنى في رحلات التخييم والأنشطة العائلية الأخرى، إلا أن بندي ظل بعيدًا عنه. في وقت لاحق، اشتكى بندي لصديقته من أن جوني "لم يكن والده الحقيقي"، و"لم يكن ذكيًا جدًا" و"لم يكن يحقق دخلًا جيدًا".
تباينت روايات بندي عن تاكوما في السنوات اللاحقة. فقد وصف لميشاو وآينسوورث تجواله في حيّه، وتفتيشه في حاويات القمامة بحثًا عن صور لنساء عاريات. أما للمحامية والكاتبة بولي نيلسون، فقد قال إنه كان يتصفح مجلات المحققين وروايات الجريمة بحثًا عن قصص تتضمن عنفًا جنسيًا، خاصة تلك التي تتضمن صورًا لنساء ميتات أو مشوّهات. ومع ذلك، أكد في رسالة إلى رول أنه "لم يقرأ أبدًا مجلات الجريمة الحقيقية، وكان يرتعد من فكرة أن يفعل أي شخص ذلك." وفي إحدى المرات، أخبر ميشاو أنه كان يستهلك كميات كبيرة من الكحول و"يتجول في المنطقة" في وقت متأخر من الليل بحثًا عن نوافذ غير مغطاة حيث يمكنه مراقبة النساء وهن يخلعن ملابسهن، أو "أي شيء آخر يمكن رؤيته". كما ادعى عالم النفس آل كارلايل أن بندي "بدأ يتخيل النساء اللواتي رآهن أثناء التلصص من النوافذ أو في أماكن أخرى، وكان يقلّد لهجات بعض السياسيين الذين كان يستمع إليهم على الراديو. في جوهر الأمر، كان يتخيل نفسه كشخص آخر، شخص مهم."
وصفت جارة بندي في طفولته في تاكوما، ساندي هولت، بأنه كان متنمرًا و"طفلًا شريرًا". وأوضحت هولت في وقت لاحق: "كان يحب إرهاب الناس. كان يستمتع بالشعور بالسلطة. كان يحب إلحاق الألم والمعاناة والخوف بالآخرين." كما ادعت هولت أن بندي كان يسيء إلى الحيوانات، وقالت: "علق إحدى القطط الضالة في الحي من حبل الغسيل في الفناء الخلفي، ثم سكب عليها سائل الولاعات وأشعل فيها النار، وسمعنا تلك القطة تصرخ." زعمّت هولت أيضًا أن بندي كان يأخذ الأطفال الأصغر سناً في الحي إلى الغابة ويخيفهم. وقالت: "كان يأخذهم إلى هناك ويفقدهم ملابسهم. كنا نسمع صراخهم من عدة مربعات سكنية، بغض النظر عن مكاننا، كنا نسمع صراخهم بوضوح." وأضافت هولت أن بندي قام ببناء فخاخ بدائية حول الحي، مما أسفر عن إصابة فتاة واحدة على الأقل. وقالت: "سقطت إحدى الفتيات الصغيرات في فخ للنمر صنعه تيد، وانشقت ساقها بالكامل بسبب الطرف المدبب للعصا التي سقطت عليها."
تباينت الروايات حول الحياة الاجتماعية لبندي. فقد قال لميشو وآينزورث إنه "اختار أن يكون وحيدًا" في مرحلة المراهقة لأنه كان يواجه صعوبة في فهم العلاقات الشخصية، وزعم أنه لم يكن يمتلك الحس الطبيعي لبناء صداقات. وأضاف: "لم أكن أعرف ما الذي يجعل الناس يرغبون في أن يكونوا أصدقاء. لم أكن أفهم التفاعلات الاجتماعية". وعلق قائلاً: "كان البعض يعتقد أنني خجول ومنطوي. لم أكن أذهب إلى حفلات الرقص أو أشارك في رحلات شرب البيرة. كنت جذابًا، قد تصفني بالمستقيم، ولكنني لم أكن منبوذًا اجتماعيًا بأي حال."
مع ذلك، قال زملاؤه في مدرسة وودرو ويلسون الثانوية لمؤلفة سيرته الذاتية، رول، إن بندي كان "معروفًا ومحبوبًا" هناك، وكأنه "سمكة متوسطة الحجم في بركة كبيرة". كانت هوايته الرياضية الوحيدة المهمة هي التزلج على المنحدرات، وكان يمارسها بحماس باستخدام معدات مسروقة وتذاكر مصاعد مزورة. خلال فترة دراسته الثانوية، اعتقل مرتين على الأقل بتهم تتعلق بالسطو وسرقة السيارات. وعندما بلغ سن الـ18، مسحت تفاصيل هذه الحوادث من سجله، كما هو الحال في واشنطن وعدد من الولايات الأخرى.

### سنوات الجامعة
بعد تخرجه من المدرسة الثانوية عام 1965، التحق تيد بندي بجامعة بوجيت ساوند لمدة عام، ثم انتقل إلى جامعة واشنطن لدراسة اللغة الصينية. في عام 1967، دخل في علاقة عاطفية مع زميلته ديان إدواردز (المعروفة في بعض السير الذاتية بأسماء مستعارة مثل ستيفاني بروكس). لاحقًا، وصف بندي إدواردز بأنها "المرأة الوحيدة التي أحببتها حقًا".
في أوائل عام 1968، ترك بندي الجامعة، وعمل في وظائف متواضعة ذات أجور منخفضة. كما تطوع في حملة نيلسون روكفلر الرئاسية في سياتل، حيث عمل كسائق وحارس شخصي لآرثر فليتشر أثناء حملته لمنصب نائب حاكم ولاية واشنطن. بعد تخرجها في ربيع 1968، غادرت إدواردز إلى سان فرانسيسكو، وزارها بندي لاحقًا ذلك العام بعد حصوله على منحة دراسية لدراسة اللغة الصينية في جامعة ستانفورد خلال الصيف.
في أغسطس 1968، حضر بندي المؤتمر الوطني للحزب الجمهوري في ميامي، ولكن بعد وقت قصير من عودته، أنهت إدواردز علاقتهما بسبب ما اعتبرته عدم نضجه وافتقاره للطموح. كانت هذه الصدمة العاطفية نقطة تحول في حياته، فأصبح محبطًا وسافر إلى كولورادو، ثم إلى الساحل الشرقي، حيث زار أقاربه في أركنساس وفيلادلفيا. التحق لفصل دراسي واحد بجامعة تمبل، وخلال تلك الفترة زار مدينة نيويورك كثيرًا، حيث بدأ اهتمامه بالمحتوى الإباحي العنيف. كما يُعتقد أنه اكتشف في تلك الفترة أصوله الحقيقية عندما بحث عن شهادة ميلاده في فيرمونت.
عاد بندي إلى واشنطن في خريف 1969، وهناك التقى بإليزابيث كلوبفر (التي عُرفت في بعض المصادر بأسماء مستعارة مثل ميج أندرز، بيث آرتشر، وليز كيندال). كانت كلوبفر أمًا عزباء من أوغدن، يوتا، وتعمل سكرتيرة في كلية الطب بجامعة واشنطن. استمرت علاقتهما المضطربة حتى بعد اعتقاله لأول مرة في يوتا عام 1976. خلال تلك الفترة، أصبح بندي بمثابة أب لابنة كلوبفر (مولي)، التي كانت تبلغ من العمر ثلاث سنوات عندما بدأ مواعدة والدتها، تحدثت مولي عن تعرضها لسلوك غير لائق من بندي كشخص بالغ، بما في ذلك العنف الجسدي وسلوكيات مسيئة أخرى.
في منتصف عام 1970، عاد بندي إلى جامعة واشنطن، لكن هذه المرة كطالب في علم النفس. تميز بتفوقه الدراسي ونال احترام أساتذته. في عام 1971، حصل على وظيفة في مركز سياتل للأزمات والانتحار، حيث عمل بجانب آن رول، وهي ضابطة شرطة سابقة وكاتبة جرائم ستؤلف لاحقًا أحد أشهر الكتب عنه (الغريب بجانبي). في ذلك الوقت، لم تلحظ رول أي سلوك مقلق من بندي، واعتبرته شخصًا لطيفًا ومتعاطفًا.
بعد تخرجه في عام 1972، انضم بندي إلى حملة إعادة انتخاب حاكم واشنطن، دانيال ج. إيفانز. كان يراقب ويُسجل خطب خصم إيفانز، الحاكم السابق ألبرت روسيليني، لتحليلها من قبل فريق الحملة. أعجب إيفانز بأدائه، وعيّنه لاحقًا في لجنة سياتل الاستشارية لمنع الجريمة. بعد إعادة انتخاب إيفانز، حصل بندي على وظيفة مساعد لرئيس الحزب الجمهوري في ولاية واشنطن، روس ديفيس، الذي وصفه بأنه شخص ذكي وطموح.
في أوائل عام 1973، على الرغم من حصوله على درجات متوسطة في اختبار القبول لكليات الحقوق، قُبل بندي في جامعتي بوجيت ساوند ويوتا، مستفيدًا من توصيات قوية من شخصيات بارزة مثل إيفانز وديفيس، بالإضافة إلى أساتذته في علم النفس.
في صيف 1973، خلال رحلة إلى كاليفورنيا في مهمة للحزب الجمهوري، أعاد بندي إحياء علاقته مع إدواردز، التي أُعجبت بتحوله إلى شخص ناضج وطموح يبدو على وشك تحقيق مستقبل مهني ناجح في القانون والسياسة. في الوقت نفسه، استمر في علاقته مع كلوبفر، دون أن تعرف أي من المرأتين عن الأخرى. خلال خريف 1973، التحق بكلية الحقوق في جامعة بوجيت ساوند، واستمر في لقاء إدواردز التي زارته في سياتل عدة مرات. ناقشا الزواج، وقدمها بندي في إحدى المرات إلى ديفيس على أنها خطيبته.
إلا أنه في يناير 1974، قطع بندي علاقته مع إدواردز بشكل مفاجئ، دون أي تفسير. تجاهل مكالماتها ورسائلها، وعندما تمكنت أخيرًا من التحدث إليه بعد شهر، سألته عن السبب، لكنه أجاب بصوت بارد: "ديان، لا أعرف عن ماذا تتحدثين"، ثم أنهى المكالمة. لم تسمع منه مجددًا. لاحقًا، اعترف بندي بأنه أراد فقط إثبات قدرته على استعادة إدواردز وتركها كما فعلت معه في الماضي، بينما استنتجت هي أن الأمر كان خطة انتقامية طويلة الأمد.
بحلول ذلك الوقت، بدأ بندي في التغيب عن دروسه في كلية الحقوق، وبحلول أبريل من العام نفسه، توقف عن الحضور تمامًا. بالتزامن مع ذلك، بدأت حالات اختفاء الشابات في منطقة شمال غرب المحيط الهادئ.

### الجرائم الأولى
لا يوجد إجماع واضح بشأن متى وأين بدأ تيد بندي في قتل ضحاياه. فقد قدم روايات متناقضة لأشخاص مختلفين ورفض الكشف عن تفاصيل جرائمه الأولى، حتى عندما اعترف لاحقًا بعشرات جرائم القتل قبل إعدامه.
أخبر بندي الصحفي ستيفن نيلسون أنه حاول القيام بأول عملية اختطاف في أوشن سيتي، نيو جيرسي، عام 1969، لكنه لم يقتل أحدًا حتى عام 1971 في سياتل. بينما صرّح لعالم النفس آرت نورمان بأنه قتل امرأتين في أتلانتيك سيتي أثناء زيارة لعائلته في فيلادلفيا عام 1969. كما ألمح للمحقق روبرت كيبل إلى ارتكابه جريمة قتل في سياتل عام 1972 وأخرى في 1973، حيث كانت الضحية مسافرة على الطريق بالقرب من تامووتر، لكنه رفض تقديم تفاصيل إضافية.
يرى كل من آن رول وروبرت كيبل أنه ربما بدأ القتل في سنوات مراهقته. ومع ذلك، فإن أولى الجرائم الموثقة له تعود إلى عام 1974، عندما كان في السابعة والعشرين من عمره. وبحسب اعترافاته، كان قد أصبح بحلول ذلك الوقت متمرسًا في إخفاء الأدلة، مستغلًا ضعف تقنيات التحقيق الجنائي في عصر ما قبل تحليل الحمض النووي.

## جرائم القتل في الولايات الغربية
في الساعات الأولى من صباح 4 يناير 1974، وفي الوقت الذي كان قد أنهى فيه علاقته مع إليزابيث كلوفر، تسلل تيد بندي إلى شقة الطالبة كارين سباركس، البالغة من العمر 18 عامًا، والتي كانت راقصة وطالبة في جامعة واشنطن، وتقيم في حي الجامعة بمدينة سياتل. هاجمها باستخدام قضيب معدني من إطار سريرها، ثم اعتدى عليها جنسيًا بنفس الأداة، ما تسبب لها في إصابات داخلية خطيرة، بما في ذلك تمزق في المثانة. بقيت سباركس فاقدة للوعي في المستشفى لمدة عشرة أيام، وعلى الرغم من نجاتها، إلا أنها تعرضت لضرر دائم في الدماغ، مع فقدان جزئي للبصر والسمع.
وبعد أقل من شهر، في الساعات الأولى من صباح 1 فبراير، اقتحم بندي الغرفة السفلية للطالبة ليندا آن هيلي، البالغة من العمر 21 عامًا، والتي كانت تدرس في جامعة واشنطن وتعمل كمذيعة لتقارير الطقس الصباحية للمتزلجين عبر الراديو. قام بضربها حتى فقدت الوعي، ثم ألبسها سروال جينز أزرق وبلوزة بيضاء وحذاءً، قبل أن يحملها خارج الشقة دون أن يلفت الانتباه. لاحقًا، اعترف بندي بأنه اقتادها إلى منطقة نائية، حيث اعتدى عليها جنسيًا وقتلها قبل التخلص من جثتها.
خلال النصف الأول من عام 1974، اختفت طالبات جامعيات بمعدل طالبة واحدة تقريبًا كل شهر. في 12 مارس، اختفت دونا غيل مانسون، البالغة من العمر 19 عامًا، وهي طالبة في كلية إيفرغرين ستيت في أوليمبيا، على بعد 60 ميلاً (95 كم) جنوب غرب سياتل، بعدما غادرت سكنها الجامعي لحضور حفل موسيقي للجاز في الحرم الجامعي، لكنها لم تصل للحفل أبدًا. ادعى تيد بندي لاحقًا أنه أحرق جمجمة مانسون في موقد صديقته، قائلاً إنه فعل ذلك في "نوبة من جنون الارتياب والنظافة.
في 17 أبريل، اختفت سوزان إيلين رانكورت، البالغة من العمر 18 عامًا، أثناء توجهها إلى غرفتها في السكن الجامعي بعد اجتماع مسائي للمستشارين في كلية سنترال واشنطن ستيت في إلينسبيرغ، على بعد 110 أميال (175 كم) جنوب شرق سياتل. بعد اختفائها، تقدمت طالبتان من جامعة سنترال واشنطن للإبلاغ عن لقاءات مع رجل كان يرتدي جبيرة، وكان يطلب المساعدة في حمل مجموعة من الكتب إلى سيارته فولكس فاغن بيتل البنية أو البيج.
في 6 مايو، غادرت روبرتا كاثلين باركس، البالغة من العمر 22 عامًا، سكنها الجامعي في جامعة ولاية أوريغون في كورفاليس، التي تبعد 260 ميلاً (420 كم) جنوب سياتل، لتلتقي بأصدقائها لتناول القهوة في الاتحاد التذكاري، لكنها لم تصل أبدًا. ادعى بندي أنه رآها في الكافيتيريا وأقنعها بالذهاب معه إلى حانة. بعد أن دخلا سيارته، قام بتقييدها وتكميمها وقادها إلى واشنطن حيث قتلها، مغتصبًا إياها مرتين أثناء الطريق.
في 1 يونيو، اختفت بريندا كارول بول، البالغة من العمر 22 عامًا، بعد مغادرتها حانة فليم في بوريين، بالقرب من مطار سياتل-تاكوما الدولي. شوهدت آخر مرة في ساحة انتظار السيارات، وهي تتحدث مع رجل ذو شعر بني وذراعه في جبيرة. قال بندي لاحقًا إنه أخذ بول إلى منزله حيث خاضا "لقاء جنسي بالتراضي" قبل أن يخنقها أثناء نومها؛ رغم أن هذا لم يفسر الضرر الذي لحق بجمجمتها.
أصبح المحققون في سياتل ومقاطعة كينغ أكثر قلقًا. لم تكن هناك أدلة مادية هامة، وكانت النساء المفقودات يشتركن في القليل من القواسم المشتركة باستثناء المظهر المشابه: طالبات جامعيات شابات وجذابات، من ذوات البشرة البيضاء، وذوات شعر طويل مفروق من المنتصف.
في الساعات الأولى من يوم 11 يونيو، اختفت طالبة جامعة واشنطن، جورجان هوكينز، البالغة من العمر 18 عامًا، أثناء سيرها في زقاق مضاء بين سكن صديقها ومنزل ناديها. في صباح اليوم التالي، قام ثلاثة محققين من سياتل وخبير جنائي بتمشيط الزقاق على أيديهم وركبهم، دون أن يعثروا على أي دليل.
لاحقًا، أخبر بندي المحقق كيبل أنه استدرج هوكينز إلى سيارته وضربها حتى فقدت الوعي باستخدام عتلة حديدية. بعد تقييدها بالأصفاد، قادها إلى إيساكوا، وهي ضاحية تبعد 20 ميلاً (30 كم) شرق سياتل، حيث قام بخنقها وقضى الليل بجانب جثتها. في ظهر اليوم التالي، عاد إلى زقاق جامعة واشنطن، وفي خضم التحقيق المكثف في مسرح الجريمة، تمكن من العثور على أقراط هوكينز وأحد أحذيتها في ساحة انتظار السيارات المجاورة، ثم غادر دون أن يلاحظه أحد. كتب كيبل: "كان هذا عملاً جريئًا لدرجة أنه لا يزال يذهل الشرطة حتى اليوم". قال بندي إنه عاد لزيارة جثة هوكينز في ثلاث مناسبات.
بعد نشر خبر اختفاء هوكينز، تقدم شهود للإبلاغ عن رؤية رجل على عكازات، يرتدي جبيرة ساق ويحمل حقيبة يد، في زقاق خلف مهجع قريب ليلة اختفائها. تذكرت إحدى النساء أن الرجل طلب منها مساعدته في حمل الحقيبة إلى سيارته، وهي سيارة فولكس فاغن بيتل ذات اللون البني الفاتح.
خلال هذه الفترة، كان بندي يعمل في أوليمبيا كمساعد مدير لجنة استشارية لمنع الجريمة في سياتل، حيث كتب كتيبًا للنساء حول الوقاية من الاغتصاب. لاحقًا، عمل في إدارة خدمات الطوارئ، وهي وكالة حكومية شاركت في البحث عن النساء المفقودات. في إدارة خدمات الطوارئ، التقى وبدأ بمواعدة كارول آن بون، وهي أم مطلقة مرتين ولديها طفلين، والتي ستلعب دورًا مهمًا في المرحلة الأخيرة من حياته بعد ست سنوات.
ظهرت تقارير عن الهجوم الوحشي على سباركس والنساء الست المفقودات بشكل بارز في الصحف والتلفزيون في جميع أنحاء واشنطن وأوريغون. انتشر الخوف بين السكان؛ وانخفض بشكل حاد ركوب الشابات مع الغرباء. تزايد الضغط على وكالات إنفاذ القانون، لكن ندرة الأدلة المادية أعاقتها بشدة. رفضت الشرطة تزويد الصحفيين بالمعلومات القليلة المتاحة خوفًا من المساس بالتحقيق. لوحظت أوجه تشابه أخرى بين الضحايا: حدثت جميع حالات الاختفاء ليلاً، عادة بالقرب من أعمال بناء جارية، وكانت في غضون أسبوع من الامتحانات النصفية أو النهائية. كانت جميع الضحايا يرتدين سراويل أو جينز أزرق عندما اختفين، وفي العديد من مسارح الجريمة كانت هناك مشاهدات لرجل يرتدي جبيرة أو حمالة ويقود سيارة فولكس فاغن بيتل بنية أو بيج اللون.
وصلت جرائم القتل في واشنطن وأوريغون إلى ذروتها في 14 يوليو، حين تم اختطاف امرأتين في وضح النهار من شاطئ مكتظ في حديقة بحيرة ساماميش الحكومية في إيساكوا. وصفت أربع شهود عيان رجلاً شابًا جذابًا يرتدي زي تنس أبيض وذراعه اليسرى في جبيرة، ويتحدث بلكنة خفيفة، ربما كندية أو بريطانية. قدم نفسه باسم "تيد" وطلب منهن مساعدته في نقل قارب شراعي من سيارته فولكس فاغن بيتل ذات اللون البني أو البرونزي. رفضت ثلاث منهن، بينما رافقته واحدة حتى سيارته، لكن سرعان ما اكتشفت أنه لا يوجد قارب شراعي فهربت على الفور. لاحظ ثلاثة شهود إضافيون "تيد" يقترب من جانيس آن أوت، البالغة من العمر 23 عامًا، وهي عاملة في محكمة الأحداث بمقاطعة كينغ، وسمعوا قصته عن القارب الشراعي وشاهدوها تغادر الشاطئ برفقته. بعد أربع ساعات تقريبًا، اختفت دينيس ماري ناسلوند، البالغة من العمر 19 عامًا والتي كانت تدرس لتصبح مبرمجة كمبيوتر، بعد أن غادرت النزهة للذهاب إلى الحمام ولم تعد.
أخبر بندي ستيفن ميشاو وعميل مكتب التحقيقات الفيدرالي ويليام هاغماير أن أوت كانت على قيد الحياة عندما عاد مع ناسلوند، وأنه أجبر إحداهن على مشاهدة قتل الأخرى، لكنه نفى ذلك لاحقًا في مقابلة مع لويس عشية تنفيذ حكم إعدامه.
تمكنت شرطة مقاطعة كينغ من جمع وصف دقيق للمشتبه به وسيارته، وقامت بنشر منشورابت في جميع أنحاء منطقة سياتل. تم نشر رسم تخطيطي في الصحف الإقليمية وعرضه على محطات التلفزيون المحلية. تعرف كلوفبر وريل، بالإضافة إلى موظف في إدارة خدمات الطوارئ وأستاذ علم النفس في جامعة واشنطن، على الوصف والرسم التخطيطي والسيارة، وأبلغوا عن بندي كمشتبه به محتمل. ومع ذلك، اعتقد المحققون - الذين كانوا يتلقون حتى 200 نصيحة يوميًا - أنه من غير المحتمل أن يكون طالب القانون الذي يتمتع بمظهر حسن ولا سجل جنائي بالغ هو الجاني.
في 6 سبتمبر، اكتشف صيادان بقايا هيكل عظمي لأوت وناسلوند بالقرب من طريق خدمة في إيساكوا، على بعد 3 كم شرق حديقة بحيرة ساماميش الحكومية. تم التعرف لاحقًا على عظم فخذ إضافي وعدة فقرات من الموقع على أنها تخص هوكينز. بعد ستة أشهر، عثر طلاب في مجال الغابات من كلية غرين ريفر المجتمعية على جماجم وفكوك هيلي ورانكورت وباركس وبول على جبل تايلور، حيث كان بندي يتنزه بانتظام، شرق إيساكوا. في حين لم يعثر على بقايا مانسون.

## التحقيق، الاعتراف، والإعدام
بعد انتهاء محاكمته ودخوله في مرحلة الاستئناف المطولة، بدأ تيد بندي سلسلة من المقابلات مع الصحفيين ستيفن ميشود وهيو آينزورث. ولتفادي الاعتراف الصريح، لجأ إلى التحدث بصيغة الغائب، كاشفًا للمرة الأولى عن تفاصيل جرائمه وطريقة تفكيره.
أقر بندي بأنه كان معتادًا على السرقة، مما أكد شكوك صديقته السابقة إليزابيث كلوبفر، التي اشتبهت في أن معظم ممتلكاته مسروقة. قال: "أكبر متعة بالنسبة لي لم تكن الفعل نفسه، بل امتلاك الشيء الذي سرقته. كنت أستمتع حقًا بامتلاك شيء رغبت فيه وسعيت خلفه". كما أوضح أن شهوة التملك لم تتوقف عند السرقة، بل امتدت إلى دوافعه وراء الاغتصاب والقتل، حيث رأى في الاعتداء الجنسي وسيلة لتحقيق "امتلاك كامل" لضحاياه.
في البداية، ارتكب جرائمه لإخفاء أي دليل قد يقود إلى اعتقاله، لكنه سرعان ما وجد في القتل متعة خاصة، ليصبح جزءًا أساسيًا من "المغامرة". وصفه بأنه "أقصى درجات الامتلاك"، مشيرًا إلى أن الاحتفاظ ببقايا الضحايا كان امتدادًا لهذا الشعور.
أقر بندي أيضًا بجرائمه أمام العميل الخاص ويليام هاغماير من وحدة التحليل السلوكي في مكتب التحقيقات الفيدرالي. لاحظ هاغماير أن بندي كان يشعر بـ"رضا عميق، يكاد يكون روحانيًا" أثناء ارتكاب جرائمه. ونقل عنه قوله: "مع الوقت، لم يعد القتل مجرد إشباع للشهوة أو فعل عنيف، بل أصبح شكلًا من التملك. الضحية تصبح جزءًا منك، وتندمج أرواحكما معًا إلى الأبد... حتى الأماكن التي تُرتكب فيها الجرائم أو تُترك فيها الجثث تكتسب طابعًا خاصًا، فتشعر بانجذاب دائم نحوها".
أخبر بندي هاغماير أنه كان في البداية مجرد "هاوٍ" وقاتل "مندفع"، لكنه لاحقًا دخل مرحلة وصفها بـ"الذروة" أو "المفترس"، وهو ما تزامن مع جريمة قتل ليندا هيلي عام 1974. ويُفهم من ذلك أنه ربما بدأ القتل قبل ذلك بكثير، رغم أنه لم يصرح بذلك صراحة.
في يوليو 1984، اكتشف حراس السجن شفرتي منشار مخبأتين داخل زنزانة بندي. تبيّن أن أحد قضبان النافذة الفولاذية قد قُطع بالكامل من الأعلى والأسفل، ثم أُعيد تثبيته باستخدام مادة لاصقة بدائية مصنوعة من الصابون.
وبعد بضعة أشهر، ضبط الحراس مرآة غير مصرح بها بحوزته، مما أدى إلى نقله إلى زنزانة أخرى. ولم تمضِ فترة طويلة حتى وُجهت إليه تهمة انتهاك القواعد التأديبية بسبب مراسلات غير مشروعة مع المجرم الشهير جون هينكلي جونيور.
قبل أقل من 15 ساعة من تنفيذ حكم الإعدام المقرر في 2 يوليو، أصدرت محكمة الاستئناف الأمريكية للدائرة الحادية عشرة قرارًا بوقف التنفيذ إلى أجل غير مسمى، وأعادت قضية "تشي أوميغا" إلى المحكمة الجزئية الأمريكية للمقاطعة الجنوبية لفلوريدا. جاء ذلك بسبب قضايا قانونية تتعلق بالأهلية العقلية لبندي للمثول أمام المحكمة، بالإضافة إلى إرشادات خاطئة قدمها قاضي المحاكمة لهيئة المحلفين، والتي تضمنت توجيهًا بضرورة كسر التعادل 6-6 بين السجن المؤبد وعقوبة الإعدام – وهو أمر لم يحل في النهاية.
تم لاحقًا تحديد موعد جديد لإعدام بندي في 18 نوفمبر، إلا أن محكمة الدائرة الحادية عشرة أصدرت وقفًا جديدًا في 17 نوفمبر. ومع ذلك، بحلول منتصف عام 1988، أيدت المحكمة حكم الإعدام، وفي ديسمبر من العام نفسه، رفضت المحكمة العليا طلبًا لمراجعة القرار، رغم اعتراض القاضيين ثورغود مارشال وويليام جيه برينان جونيور. وبعد ساعات فقط من هذا الرفض النهائي، تم تحديد موعد نهائي لتنفيذ الحكم في 24 يناير 1989.
كانت رحلة بندي عبر محاكم الاستئناف سريعة مقارنة بقضايا الإعدام الأخرى، حيث أوضح أحد المراقبين: "على عكس الاعتقاد الشائع، تعاملت المحاكم مع قضيته بأسرع ما يمكن... حتى المدعون العامون أقروا بأن فريق دفاعه لم يستخدم أبدًا تكتيكات المماطلة. ورغم استياء الناس من التأخير الظاهر في إعدام هذا المجرم، كان بندي في الواقع يسير على مسار سريع نحو الإعدام."
مع استنفاد جميع سبل الاستئناف وعدم وجود دافع آخر للإنكار، بدأ بندي بالكشف عن جرائمه للمحققين. اعترف لكيبل بارتكابه جميع جرائم القتل الثماني التي كان المشتبه به الرئيسي فيها في واشنطن وأوريغون، كما أقر بقتل ثلاث ضحايا إضافيات في واشنطن واثنتين في أوريغون، لكنه رفض تحديد هويتهن – سواء لأنه لم يكن يعرفهن أو اختار عدم الكشف عن أسمائهن. كما ذكر أنه ترك جثة دونا مانسون على جبل تايلور، لكنه تخلص من رأسها بحرقه في موقد إليزابيث كلوبفر.
علق كيبل على التفاصيل التي رواها بندي: "عندما وصف مسرح جريمة إيساكوا، بدا وكأنه كان هناك للتو. كما لو كان يشاهد كل شيء أمامه. كان مفتونًا بالمكان لأنه قضى فيه وقتًا طويلًا، وكأنه مستهلك تمامًا بفكرة القتل."
أما نيلسون، فقد تأثرت بالطبيعة العنيفة لجرائم بندي، وكتبت: "ما أذهلني كان كراهيته المطلقة للنساء. لم يكن لديه أي شفقة على الإطلاق... كان مستغرقًا تمامًا في التفاصيل، وكأن جرائم القتل التي ارتكبها كانت إنجازات حياته."
أقر بندي أمام المحققين في أيداهو ويوتا وكولورادو بارتكابه العديد من جرائم القتل الإضافية، بما في ذلك بعض الجرائم التي لم تكن معروفة للشرطة. أوضح أنه خلال فترة وجوده في يوتا، كان أحيانًا يجلب ضحاياه إلى شقته، حيث كان يعيد تمثيل المشاهد التي رآها على أغلفة مجلات المحققين. لكن سرعان ما تبنّى أسلوبًا جديدًا في تعامله مع المحققين، إذ بدأ في حجب العديد من التفاصيل، أملاً في استخدام تلك المعلومات غير المكتملة كورقة مساومة لتأجيل تنفيذ حكم الإعدام. ورغم تحذيرات محاميه من أن "محاولته للمساومة بالمعلومات مقابل الوقت قد تدفع المحاكم إلى معارضته"، استمر بندي في تقديم اعترافات جزئية دون الكشف عن الصورة الكاملة لجرائمه.
وحين بات واضحًا أن المحاكم لن تمنحه أي تأجيل إضافي، بدأ مؤيدوه في البحث عن خيار أخير: العفو التنفيذي. سعت ديانا واينر، المحامية الشابة من فلوريدا والتي قيل إنها كانت آخر اهتمام عاطفي لبندي، إلى إقناع عائلات الضحايا في كولورادو ويوتا بتقديم التماس لحاكم فلوريدا، بوب مارتينيز، لمنح بندي مزيدًا من الوقت للإفصاح عن جرائمه. لكن جميع العائلات رفضت هذا الطلب.
أما كارول آن بون، التي ظلت تدافع عن براءة بندي طوال محاكماته، فقد شعرت بـ"خيانة عميقة" بعد أن اعترف أخيرًا بذنبه. عادت إلى واشنطن مع ابنتها، ورفضت حتى الرد على مكالمته الهاتفية الأخيرة صباح يوم إعدامه.
في 24 يناير 1989، عند الساعة 7:16 صباحًا بتوقيت شرق الولايات المتحدة، نُفذ حكم الإعدام في بندي على الكرسي الكهربائي في سجن رايفورد. رفض تناول وجبته الأخيرة، وكانت كلماته الأخيرة موجهة إلى محاميه جيم كولمان والقس الميثودي فريد لورانس: "جيم وفريد، أريدكما أن تنقلا حبي لعائلتي وأصدقائي".
في الخارج، تجمع مئات الأشخاص للاحتفال بتنفيذ الحكم، حيث غنوا ورقصوا وأطلقوا الألعاب النارية في ساحة مقابلة للسجن، ثم هتفوا بصوت عالٍ عند خروج سيارة الإسعاف البيضاء التي حملت جثته. بعد إعدامه، تم حرق جثمانه في غينزفيل، ونُثر رماده في موقع غير معلن ضمن سلسلة جبال كاسكيد في ولاية واشنطن، وفقًا لوصيته.

## علم الأمراض
خضع تيد بندي لعدة فحوصات نفسية، وكانت استنتاجات الخبراء متباينة. شخصته دوروثي أوتنو لويس، أستاذة الطب النفسي في كلية الطب بجامعة نيويورك والخبرة في السلوك العنيف في البداية باضطراب ثنائي القطب، لكنها غيرت هذا التشخيص في مناسبات متعددة لاحقًا. كما اقترحت وجود اضطراب الشخصية المتعددة، بناءً على السلوكيات الموصوفة في المقابلات وشهادات المحكمة. أحد الأمثلة التي أشارت إليها كانت شهادة عمته الكبرى التي وصفت نوبة بدا فيها بندي وكأنه "تحول إلى شخص آخر غير معروف... [حيث] وجدت نفسها فجأة، ودون تفسير، خائفة من ابن أخيها المفضل، بينما كانا ينتظران معًا في محطة قطار مظلمة في الغسق. لقد تحول إلى شخص غريب."
كما ذكرت لويس شهادة مسؤول في السجن في تالاهاسي، الذي وصف تحولًا مماثلًا قائلاً: "قال، 'لقد أصبح غريبًا معي.' كان هناك تحول في جسده ووجهه، وشعر وكأن هناك رائحة تنبعث منه تقريبًا. قال، 'كان هناك تغيير شبه كامل في شخصيته... وكان ذلك اليوم الذي شعرت فيه بالخوف منه.'"
بينما واجه الخبراء صعوبة في تحديد التشخيص الدقيق لتيد بندي، فإن معظم الأدلة كانت تشير بعيدًا عن اضطراب ثنائي القطب أو الذهانات الأخرى، نحو اضطراب الشخصية المعادية للمجتمع. أظهر بندي العديد من السمات التي تصادف عادة في مرضى اضطراب الشخصية المعادية للمجتمع، مثل السحر الشخصي والكاريزما الخارجية مع شخصية ضئيلة أو بصيرة محدودة تحت هذه الواجهة، والقدرة على التمييز بين الصواب والخطأ، ولكن مع تأثير ضئيل على سلوكه، وغياب الشعور بالذنب أو الندم. في عام 1981، قال بندي: "الشعور بالذنب لا يحل أي شيء حقًا. إنه يؤذيك... أعتقد أنني في وضع محسود عليه لعدم اضطراري للتعامل مع الشعور بالذنب."
كما كانت هناك أدلة تشير إلى النرجسية وضعف الحكم والسلوك التلاعبي. عندما تم تقييمه باستخدام قائمة الاعتلال النفسي المنقحة (PCL-R)، حصل بندي على درجة 39 من 40. قال المدعي العام جورج ديكل: "المعتلون اجتماعيًا هم متلاعبون أنانيون يعتقدون أنهم قادرون على خداع أي شخص." اعترف أحد الأطباء النفسيين قائلاً: "أحيانًا يتلاعب بي حتى أنا."
في النهاية، اتفقت دوروثي لويس مع الأغلبية قائلة: "أخبر طلاب الدراسات العليا دائمًا أنه إذا استطاعوا أن يجدوا لي معتلًا نفسيًا حقيقيًا وصادقًا، فسأشتري لهم العشاء... لم أعتقد أبدًا أنهم موجودون... لكنني أعتقد أن تيد ربما كان واحدًا، معتلًا نفسيًا حقيقيًا، بدون أي ندم أو تعاطف على الإطلاق."
كما تم اقتراح اضطراب الشخصية النرجسية ونوعه الفرعي "النرجسية الخبيثة" كتشخيصات بديلة في تحليل لاحق واحد على الأقل.
في فترة ما بعد الظهر التي سبقت إعدامه، أجرى تيد بندي مقابلة مصورة مع جيمس دوبسون، عالم النفس ومؤسس المنظمة الإنجيلية المسيحية "Focus on the Family". استغل بندي هذه الفرصة لطرح ادعاءات جديدة بشأن تأثير العنف في وسائل الإعلام وأصول جرائمه المتعلقة بالإباحية. قال بندي: "كان ذلك يحدث تدريجيًا، على مراحل. تجربتي مع المواد الإباحية التي تتعامل مع العنف الجنسي هي أنه بمجرد أن تصبح مدمنًا عليها... أظل أبحث عن مواد أكثر قوة، وأكثر وضوحًا، وأكثر تصويرًا. حتى تصل إلى نقطة حيث لا تكفي الإباحية فقط... وتبدأ في التساؤل عما إذا كان القيام بذلك فعليًا سيمنحك ما هو أبعد من مجرد القراءة أو المشاهدة."
وأضاف أن العنف في وسائل الإعلام، "خصوصًا العنف الجنسي"، يوجه الأولاد إلى "الطريق ليصبحوا مثل تيد بندي". كما اقترح أن يقوم مكتب التحقيقات الفيدرالي بمراقبة دور السينما التي تعرض الأفلام الإباحية وتتبع روادها بعد مغادرتهم. قال بندي: "أنتم ستقتلونني، وهذا سيحمي المجتمع مني. لكن هناك الكثير والكثير من الناس المدمنين على الإباحية، وأنتم لا تفعلون شيئًا حيال ذلك."
بينما بدا أن نيلسون كان مقتنعًا بصدق اهتمام بندي، فإن معظم كتاب السيرة الذاتية والباحثين والمراقبين الآخرين استنتجوا أن إدانته المفاجئة للمواد الإباحية كانت محاولة أخيرة للتلاعب بالآخرين وتحويل اللوم، من خلال دعم أجندة دوبسون كناقد دائم للمواد الإباحية. قال بندي لدوبسون إن مجلات الجرائم الحقيقية "أفسدته" و"غذت خيالاته... إلى درجة أن أصبح قاتلًا متسلسلًا"، إلا أنه في رسالة كتبها إلى رول عام 1977، ذكر: "من في العالم يقرأ هذه المنشورات؟... لم أشتري مثل هذه المجلة أبدًا، وفي مناسبتين أو ثلاث فقط التقطت واحدة." كما أشار في عام 1980، إلى ميشو وأينسورث، وفي الليلة التي سبقت حديثه مع دوبسون، إلى أن المواد الإباحية كانت لها تأثير ضئيل في تحوله إلى قاتل متسلسل. كتب ديكل: "المشكلة لم تكن المواد الإباحية. المشكلة كانت بندي." وكتبت رول: "أتمنى لو أستطيع أن أصدق أن دوافعه كانت نبيلة. لكن كل ما أراه في شريط دوبسون هو تلاعب آخر من تيد بندي بعقولنا. تأثير الشريط هو تحميل عبء جرائمه، مرة أخرى، ليس على نفسه، بل علينا."
لاحظ كل من رول وأينسورث أن بندي كان دائمًا يوجه اللوم إلى شخص أو شيء آخر. فعلى الرغم من اعترافه في النهاية بارتكاب 30 جريمة قتل، إلا أنه لم يتحمل المسؤولية عن أي منها، حتى عندما أتيحت له الفرصة قبل محاكمة "تشي أوميغا"، والتي كان من الممكن أن تجنبه عقوبة الإعدام. كان يلوم العديد من العوامل ككبش فداء، مثل جده المسيء، وغياب والده البيولوجي، وإخفاء والدته لأصله الحقيقي، والكحول، ووسائل الإعلام، والشرطة التي اتهمها بزرع الأدلة، والمجتمع بشكل عام، والعنف في التلفزيون، وفي النهاية المجلات الخاصة بالجرائم الحقيقية والمواد الإباحية. كما ألقى باللوم على البرامج التلفزيونية، التي كان يشاهدها في الغالب على أجهزة تلفزيون سرقها، في "غسل دماغه" لسرقة بطاقات الائتمان. وفي مناسبة واحدة على الأقل، حاول حتى إلقاء اللوم على ضحاياه: "لقد عرفت أشخاصًا... يشعُّون بالضعف"، كتب في رسالة إلى كلوبفر عام 1977. "تعابير وجوههم تقول 'أنا خائف منك.' هؤلاء الناس يدعون للإساءة... من خلال توقع الأذى، هل يشجعون عليه بشكل خفي؟" كان هناك عنصر آخر مهم من الوهم يختلط في تفكير بندي:
| تيد بندي | كان بندي دائمًا مندهشًا عندما لاحظ أي شخص اختفاء إحدى ضحاياه، لأنه كان يعتقد أن أمريكا مكان يظل فيه الجميع غير مرئيين باستثناء أنفسهم. وكان دائمًا يشعر بالدهشة عندما يشهد الناس أنهم رأوه في أماكن مشبوهة، لأن بندي لم يكن يعتقد أن الناس يلاحظون بعضهم البعض. | تيد بندي |

قال بندي لشو: "لا أعرف لماذا الجميع يسعى للنيل مني." وأضافت لويس: "لم يكن لديه حقًا أي إحساس بحجم ما فعله." وكتب كيبل: "القاتل المتسلسل على المدى الطويل يبني حواجز قوية ضد شعوره بالذنب، جدران من الإنكار التي يصعب اختراقها أحيانًا." وافقت نيلسون على ذلك، حيث كتبت: "في كل مرة كان يُجبر فيها على تقديم اعتراف حقيقي، كان عليه أن يتجاوز حاجزًا شاهقًا بناه داخل نفسه منذ فترة طويلة."

## الضحايا

### المؤكدون
في الليلة التي سبقت إعدامه، اعترف تيد بندي بارتكاب 30 جريمة قتل، لكن العدد الفعلي لضحاياه لا يزال مجهولًا. كان بندي يدلي بتصريحات غامضة أحيانًا لإثارة التكهنات. ففي عام 1980، قال للصحفي ستيفن آينزورث إنه مقابل كل جريمة قتل "تم الإعلان عنها"، هناك واحدة أخرى "لم يكشف عنها". وعندما اقترح عملاء مكتب التحقيقات الفيدرالي أن العدد الإجمالي قد يكون 36، رد بندي قائلاً: "أضف رقمًا واحدًا إلى ذلك وستحصل على الرقم الصحيح". لاحقًا، أخبر الصحفي نيلسون أن العدد المتداول البالغ 35 كان دقيقًا، إلا أن المحقق روبرت كيبل كتب: "[تيد] وأنا كنا نعلم أن العدد أعلى بكثير". في مقابلة أخرى، صرح كيبل بأنه يعتقد أن بندي قتل "على الأقل 50 وربما 75 شخصًا".
زعم محاميه، جون هنري براون، لاحقًا أن بندي أخبره بأنه قتل أكثر من 100 شخص، وأن أولى ضحاياه كان صبيًا صغيرًا خلال لعبة جنسية في الغابة عندما كان عمره بين 12 و14 عامًا. وأضاف براون: "تيد أخبرني خلال تلك المقابلة أنه قتل أكثر من 100 شخص".
وفي مناسبة أخرى، قال بندي لشريف مقاطعة ليون إنه إذا تم العثور على الشخص المسؤول عن الجرائم التي يُتهم بها، فسيُدان بجرائم قتل في ثلاث خانات رقمية عبر ست ولايات. علق القس فريد لورانس، الذي أدى صلاة الموت لبندي، قائلاً: "لا أعتقد حتى أنه كان يعرف... كم عدد الذين قتلهم، أو لماذا قتلهم". وأضاف: "كان ذلك انطباعي، انطباعي القوي".
استعرض تيد بندي حصيلة ضحاياه مع المحقق بيل هاجماير في الليلة التي سبقت إعدامه، حيث قام بمراجعة عدد الجرائم التي ارتكبها في كل ولاية على حدة، ليصل المجموع إلى 30 جريمة قتل كما يلي:
- واشنطن: 11 ضحية (بما في ذلك ضحية من أوريغون قُتلت في واشنطن و3 ضحايا مجهولين).
- يوتا: 8 ضحايا (من بينهم 3 مجهولين).
- كولورادو: 3 ضحايا.
- فلوريدا: 3 ضحايا.
- أوريغون: ضحيتان (كلاهما مجهولتان).
- أيداهو: ضحيتان (إحداهما مجهولة).
- كاليفورنيا: ضحية واحدة (مجهولة).

### 1974
واشنطن وأوريغون
- 4 يناير: كارين سباركس (18 عامًا) - تعرضت للضرب والاعتداء الجنسي في سريرها أثناء نومها في حي الجامعة في سياتل؛ وبالرغم من نجاتها إلا أن إصاباتها تسببت في تلف دائم في دماغها.
- 1 فبراير: ليندا آن هيلي (21 عامًا) - تعرضت للضرب أثناء نومها واختُطفت من غرفة نومها في الطابق السفلي في سياتل، ثم قُطعت رأسها وتم تقطيع جسدها بعد وفاتها؛ تم العثور على فكها السفلي في موقع جبل تايلور عام 1975.
- 12 مارس: دونا غيل مانسون (19 عامًا) - اختُطفت أثناء ذهابها إلى حفل موسيقي في كلية إيفرغرين ستيت؛ وفقًا لبندي، ترك جسدها في موقع جبل تايلور، لكن لم يعثر عليه قط. ومع ذلك، هناك تكهنات بأن البقايا الجزئية لأنثى مجهولة الهوية التي تم اكتشافها بالقرب من إيتونفيل، واشنطن، في 29 أغسطس 1978، قد تكون تعود لمانسون. تم إتلاف البقايا والملابس في 10 مايو 1985، قبل إمكانية تحديد هوية جنائية إيجابية.
- 17 أبريل: سوزان إيلين رانكورت (18 عامًا) - اختفت بعد حضور اجتماع مسائي للمستشارين في كلية سنترال واشنطن ستيت؛ تم العثور على جمجمتها وفكها السفلي في موقع جبل تايلور عام 1975. كلاهما كان مكسورًا بشدة.
- 6 مايو: روبرتا كاثلين باركس (22 عامًا) - اختفت من جامعة ولاية أوريغون في كورفاليس، أوريغون؛ عثور على جمجمتها وفكها السفلي في موقع جبل تايلور عام 1975. كانت قد تعرضت للضرب حتى الموت.
- 1 يونيو: بريندا كارول بول (22 عامًا) - اختفت بعد مغادرتها حانة فليم في بورين، وشوهدت آخر مرة في موقف السيارات وهي تتحدث مع رجل ذراعه في جبيرة؛ تم العثور على جمجمتها وفكها السفلي في موقع جبل تايلور عام 1975. كانت جمجمتها مكسورة.
- 11 يونيو: جورجان هوكينز (18 عامًا) - اختُطفت من زقاق خلف منزل أخويتها؛ تم التعرف على البقايا العظمية التي حددها بندي على أنها تخص هوكينز في موقع إيساكوا. لا تزال هوكينز مدرجة كشخص مفقود.
- 14 يوليو: جانيس آن أوت (23 عامًا) - اختُطفت من متنزه بحيرة ساماميش الحكومي في وضح النهار، وشوهدت آخر مرة وهي تغادر المتنزه مع بندي الذي طلب مساعدتها في وضع قاربه الشراعي على سيارته؛ عثر على بقايا عظمية في موقع إيساكوا عام 1974.
- 14 يوليو: دينيس ماري ناسلوند (19 عامًا) - اختُطفت بعد أربع ساعات من اختطاف أوت من متنزه بحيرة ساماميش الحكومي، وشوهدت آخر مرة وهي تتجه نحو دورات المياه؛ عثر على بقايا عظمية في موقع إيساكوا عام 1974.

يوتا
- 1 أكتوبر: نانسي ويلكوكس (16 عامًا) اختفت بعد أن شوهدت آخر مرة وهي تغادر منزلها في الساعة 9:00 مساءً في هولاداي، يوتا، إثر خلاف مع والدها. وفقًا لاعترافات بندي، دفنت جثتها بالقرب من متنزه كابيتول ريف الوطني، على بعد حوالي 200 ميل (320 كم) جنوب مدينة سولت ليك، ولكن لم يعثر عليها حتى الآن.
- 18 أكتوبر: ميليسا آن سميث (17 عامًا) اختفت من ميدفيل، يوتا، بعد أن غادرت مطعم بيتزا في طريقها إلى المنزل. عثر على جثتها بعد تسعة أيام على تلة في سميت بارك، يوتا. كانت الضحية قد تعرضت لضربات قوية على رأسها باستخدام قضيب حديدي، كما تعرضت للاعتداء قبل وفاتها.
- 31 أكتوبر: لورا آن آيم (17 عامًا) اختفت من ليهي، يوتا، أثناء عودتها إلى المنزل بعد حضورها حفلة هالوين. عثر على جثتها لاحقًا من قبل متجولين في كانيون أميريكان فورك. كانت الضحية قد تعرضت لضرب مبرح على وجهها لدرجة جعلت التعرف عليها مستحيلاً، كما تم خنقها والاعتداء عليها جنسيًا.
- 8 نوفمبر: كارول دارونش (18 عامًا) تم استدراجها من مركز تسوق "فاشن بليس" في موراي، يوتا، بعد أن ادعى بندي أنه ضابط شرطة يحقق في حوادث اقتحام سيارات في موقف السيارات. تمكنت دارونش من الهروب بعد أن قفزت من سيارة بندي، وذلك بعد أن قام بقييد يديها عن طريق الخطأ بنفس الكلبشات.
- 8 نوفمبر: ديبرا جين كينت (17 عامًا) اختفت بعد مغادرتها عرضًا مسرحيًا في مدرسة في باونتيفول، يوتا. وفقًا لبندي، تم التخلص من جثتها بالقرب من فيرفيو، على بعد حوالي 100 ميل (160 كم) جنوب باونتيفول. تم العثور على عظمة رضفة واحدة فقط، وتم تأكيد هويتها باستخدام الحمض النووي في عام 2015.

### 1975
يوتا، كولورادو، أيداهو
- 12 يناير: كارين إيلين كامبل (23 عامًا) – اختفت من ممر فندق في قرية سنوماس، كولورادو. عثر على جثتها في 17 فبراير على طريق ترابي بالقرب من الفندق، وكانت قد تعرضت لكسور في الجمجمة وجروح بسكين.
- 15 مارس: جولي لايل كانينغهام (26 عامًا) – اختفت من فايل، كولورادو، بعد مغادرتها شقتها في حي أبولو بارك متجهة إلى حانة محلية. وفقًا لبندي، تم دفن جثتها بالقرب من مدينة رايفل، على بعد 90 ميلًا (140 كم) غرب فايل، ولكن لم يعثر عليها أبدًا.
- 6 أبريل: دينيس لين أوليفرسون (24 عامًا) – اختُطفت أثناء ركوبها دراجتها إلى منزل والديها في غراند جنكشن، كولورادو. وفقًا لبندي، ألقيت جثتها في نهر كولورادو على بعد 5 أميال (8 كم) غرب غراند جنكشن، ولكن لم يعثر عليها أبدًا.
- 6 مايو: لينيت دون كولفر (12 عامًا) – اختُطفت من بوكاتيلو، أيداهو، بعد مغادرتها مدرسة ألاميدا الإعدادية أثناء استراحة الغداء. وفقًا لبندي، تم إلقاء جثتها في نهر سنيك، ولكن لم يعثر عليها أبدًا.
- 28 يونيو: سوزان كيرتس (15 عامًا) – اختفت خلال مؤتمر شبابي في جامعة بريغهام يونغ عندما غادرت أصدقائها للعودة إلى السكن لتنظيف أسنانها. وفقًا لبندي، تم دفن جثتها على طول طريق سريع بالقرب من برايس، على بعد 75 ميلًا (121 كم) جنوب شرق بروفو، ولكن لم يعثر عليها أبدًا.

### 1976
فلوريدا
- 15 يناير: مارغريت إليزابيث بومان (21 عامًا) – تعرضت للضرب والخنق أثناء نومها في جمعية "تشي أوميغا" النسائية بجامعة ولاية فلوريدا. لم يكن هناك مسرح جريمة ثانوي.
- 15 يناير: ليزا جانيت ليفي (20 عامًا) – تعرضت للضرب والخنق والعض والاعتداء الجنسي أثناء نومها في جمعية "تشي أوميغا" النسائية بجامعة ولاية فلوريدا. لم يكن هناك مسرح جريمة ثانوي.
- 15 يناير: كارين تشاندلر (21 عامًا) – تعرضت للضرب أثناء نومها في جمعية "تشي أوميغا" النسائية. نجت رغم إصابتها بكسور في الجمجمة والفك والذراع اليمنى والأصابع.
- 15 يناير: كاثي كلاينر (21 عامًا) – تعرضت للضرب أثناء نومها في جمعية "تشي أوميغا" النسائية، مما أدى إلى تحطم فكها وتمزق خدها الأيمن. نجت من الهجوم.
- 15 يناير: شيريل توماس (21 عامًا) – تعرضت للضرب أثناء نومها على بعد ثمانية مبانٍ من "تشي أوميغا". نجت رغم إصابتها بكسر في الفك والجمجمة، مما تسبب في فقدان دائم للسمع في أذنها اليسرى وتلف في التوازن.
- 9 فبراير: كيمبرلي ديان ليتش (12 عامًا) – اختطفت من مدرسة "ليك سيتي جونيور هاي" في ليك سيتي، فلوريدا. شوهدت آخر مرة تُقاد إلى شاحنة بيضاء من قبل رجل تم التعرف عليه لاحقًا كبندي. عثر على بقايا محنطة بالقرب من متنزه "سواني ريفر ستيت"، على بعد 43 ميلًا (69 كم) غرب ليك سيتي، مع علامات عنف قاتل حول منطقة العنق.

## في الإعلام

### الكتب
- رول، آن (1980). الغريب بجانبي. دار دبليو. دبليو. نورتون وشركاه. ISBN 978-1-938402-78-4
- كيندال، إليزابيث (1981). الأمير الشبح: حياتي مع تيد بندي. دار أبرامز وكرونيكل للنشر. ISBN 978-1419744853
- ميشود، ستيفن ج.، وهيو أينزوورث (2000). تيد بندي: محادثات مع قاتل. دار أوثرلينك للنشر. ISBN 978-1928704-17-1
- سوليفان، كيفن م. (2009). جرائم قتل بندي: تاريخ شامل. دار ماكفارلاند وشركاه. ISBN 978-0-786444-26-7
- ميشود، ستيفن ج.، وهيو أينزوورث (2012). الشاهد الحي الوحيد: القصة الحقيقية لقاتل الجنس المتسلسل تيد بندي. دار أوثرلينك. ISBN 978-1928704119
- كارلايل، آل (2017). العقل العنيف: التقييم النفسي لتيد بندي عام 1976. دار جينيوس للنشر. ISBN 978-0998297-37-8
- نيلسون، بولي (2019). الدفاع عن الشيطان: قصتي كمحامية تيد بندي الأخيرة. دار إيكو بوينت للنشر والإعلام. ISBN 978-1635617-91-7
- كلاينر روبين، كاثي، وإميلي لو بيو لوكيسي (2023). ضوء في الظلام: النجاة من أكثر من مجرد تيد بندي. دار شيكاغو ريفيو للنشر. ISBN 978-1641608-68-8
- نول، جيسيكا (2023). نساء شابات لامعات. دار ماري سو روكي للنشر. ISBN 1501153226

### الأفلام
- الغريب المتعمد (1986)، قام بدور بندي: مارك هارمون
- تيد بندي (2002)، قام بدور بندي: مايكل ريلي بيرك
- الغريب بجانبي (2003)، قام بدور بندي: بيلي كامبل
- ريفرمان (2004)، قام بدور بندي: كاري إلويز
- بندي: أيقونة أمريكية (2008)، قام بدور بندي: كورين نيمي
- القبض على قاتل نهر غرين (2008)، قام بدور بندي: جيمس مارسترز
- شر متطرف، صادم، وخبيث (2019)، قام بدور بندي: زاك إيفرون
- تيد بندي: البعبع الأمريكي (2021)، قام بدور بندي: تشاد مايكل موراي
- لا رجل من الله (2021)، قام بدور بندي: لوك كيربي

### الموسيقى
- أغنية "Ted, Just Admit it..." لفرقة Jane's Addiction
- أغنية "Lotta True Crime" لبينيليوبي سكوت التي تذكر بندي
- أغنية "Video Crimes" لفرقة Tin Machine التي تشير إلى بندي

### التلفزيون
- تيد بندي: الشيطان المتخفي (2017)
- تيد بندي: وحش أمريكي (2017)
- تيد بندي: ماذا حدث (2017)
- محادثات مع قاتل: تسجيلات تيد بندي (2019)
- تيد بندي: الوقوع في حب قاتل (2020)

## وصلات خارجية
- تيد بندي على موقع IMDb (الإنجليزية)
- تيد بندي على موقع الموسوعة البريطانية (الإنجليزية)
- تيد بندي على موقع إن إن دي بي (الإنجليزية)
- تيد بندي على موقع قاعدة بيانات الفيلم (الإنجليزية)